# Sinjska alka
Sinjska alka hrvatska je viteška igra. Održava se svake godine u nedjelju prve trećine kolovoza u Sinju, na godišnjicu pobjede nad turskim osvajačima 14. kolovoza kojom je okončana opsada grada 1715. godine. Na taj je dan 700 hrvatskih vojnika iz Sinja uspjelo odbiti navalu vojske turskoga seraskera Mehmed-paše Čelića. Alku organizira Viteško alkarsko društvo Sinj osnovano davne 1715. godine.
Sinjska je alka 15. studenoga 2010. upisana na UNESCO-ov popis nematerijalne svjetske baštine u Europi. U Sinju se nalazi i Muzej Sinjske alke, koji izlaže alkarske odore, opremu i oružje uz multimedijske instalacije, filmove i slično.

## Povijest alke
Alka je nastala početkom 18. stoljeća kao nastavak viteških nadmetanja koja su se održavala diljem mletačke Dalmacije: u Zadru, Imotskom i Makarskoj, a najstariji pisani spomen su tri soneta i oda koje je na talijanskom jeziku ispjevao Julije Bajamonti 1784. godine. Najstariji službeni spis je pismo grofa Rajmunda Thurna, prvog austrijskog komesara za novozaposjednute krajeve od 10. veljače 1798. tadašnjem zapovjedniku Sinja Jakovu Grabovcu. U tom pismu ga obavještava da je Dvorska komisija odobrila daljnje održavanje alke u Sinjskoj krajini, kako je do tada bilo uobičajeno, na posljednji dan karnevala. Riječ „alka” dolazi od turske riječi „halka” (koja potječe od arapske riječi „halqa” = kolut, karika, obruč).
Alka se u starini trčala u različito vrijeme nego danas, a prigodice i po dva puta na godinu. Tako se dva puta trčala 1798. (posljednji dan karnevala i 9. svibnja), 1818. (15. svibnja i 6. srpnja). Godine 1834. se trčala 9. veljače, 1838. godine 19. travnja, a 1855. je zbog kolere odgođena je na 4. listopada. Tek od 1849. redovito se trči 18. kolovoza, na rođendan cara Franje Josipa, što je utvrđeno i Statutom iz 1902. Od tada se alka stalno trči u kolovozu (i po novim pravilima), u prvoj trećini toga mjeseca, tako da se bara, čoja i alka održe u istom mjesecu.
Godine 1818. na putu po Dalmaciji, Sinj je posjetio car i kralj Franjo II.
U čast njemu mještani su priredili svečanu alku. Car je dobitnika nagradio briljantnim prstenom vrijednim 800 forinti.
Od te je, za Sinjsku alku vrlo značajne godine, Beč slavodobitnika nagrađivao nagradom od 100 forinti. To je vjerojatno bio glavni poticaj daljnjem očuvanju te viteške igre. Dolaskom na vlast cara Franje Josipa I. (1848.) utvrđena je nagrada Društva u iznosu od 100 forinta, i to do 1901. Od 1902. do 1914. nagrada je iznosila 4000 kruna, a od 1914. do 1918. iznosila je 600 kruna.
Alka je u više navrata održavana prigodom posjeta vladara ili važnih osoba. Tako je 28. ožujka 1842. održana u čast austrijskoga nadvojvode Albrechta koji je posjetio Sinj, a iste godine 22. listopada u čast nadvojvode austrijskoga Franje Karla, koji je također tada posjetio Sinj. Prigodom boravka u Sinju cara i kralja Franje Josipa I., 18. svibnja 1875. je održana izvanredna svečana alka. Tadašnjega slavodobitnika Matu Bonića car je nagradio zlatnim prstenom. Alku su do sada gledala dva cara, četiri kralja i pet predsjednika. Za vrijeme dok je predsjednik Hrvatske bio Stipe Mesić, on nije dolazio na Sinjsku alku dugi niz godina zbog toga što je alkarski vojvoda bio Mirko Norac i zbog incidenta 2001. godine kada su odbijeni njegovi darovi kao pokrovitelja Sinjske alke i zvižduka upućenih njemu. Dolazio je na Sinjsku alku od 2006. godine kada je došlo do pomirbe.
Titula „alkarski vojvoda“ koristi se od 1921. godine za vrijeme poznatog alkarskog vojvode Vicka Grabovca. Prije toga se koristio izraz „alkarski vođa”.  A još stariji nazivi bili su: „mastro di campo” i „starješina” do konačnog „vojvoda”.
Za vrijeme Sinjske alke u kolovozu 1935. u sukobu žandarmerije i pristaša Hrvatske seljačke stranke bilo je ozlijeđenih i jedna poginula osoba. 
Povijesno na desnoj strani trkališta bila je smještena loža za suce, alkarskog vojvodu i gradsku vlast, a lijevo za crkvene vlasti. Alkar je prema opisu iz 1906. godine na glavi imao kalpak od kunovine s bijelom perjanicom od ždralova pera visok do 30 cm. Na nogama su čižme obrubljene pri otvoru zlatnim ili srebrnim nakitom i s oštrim mamuzama. Dolama i odijelo su od čohe. Koplje je od najtvrđeg drveta dugo do dva metra i 80 cm s komadom oštrog željeza na vrhu.
Izvan Sinja, alka se trčala četiri puta: 1832. u Splitu, 1922. u Beogradu, 1946. u Zagrebu i 2017. u Vukovaru. Vicko Grabovac bio je najdugovječniji alkarski vojvoda s 28 zapovijedanja alkarskom feštom (1908. − 1936.). Bruno Vuletić bio je vojvoda 21 put (1964. − 1985.), Ivan Vuletić 17 puta (1872. − 1894.).
Bila je privremeno odgođena četiri puta. Prvi put je 1976. godine odgođena za tjedan dana, 1988. zbog gripe konja, 1995. godine zbog Operacije Oluja za dva tjedna kasnije i 2025. odgođena je za tjedan dana kasnije zbog olujnoga nevremena.

## Pravila Sinjske alke
Alka je pojedinačno viteško nadmetanje u kome može sudjelovati najmanje 11 i najviše 17 alkara. Alkar, jahač na konju, u punom trku mora proći trkalištem dužine 160 m, (tolerira se vrijeme do 12 sekundi) te pokušava kopljem pogoditi središte malog željeznog kruga koji se zove alka. Visina alke je 3,32 m, mjerena od njezinog središta do zemlje. O postavljanju i točnoj visini brinu »namještač alke« i njegov pomoćnik: namještač alke štapom dužine 3,22 m umiruje alku i istovremeno kontolira njezinu visinu, dok pomoćnik zateže uže o koje je alka obješena.
Sama alka kolut je od kovanog željeza, sačinjen od dva obruča: manjega, promjera 3,51 cm, i većega, promjera 13,1 cm. Obruči su međusobno spojeni s tri kraka koji vanjsku kružnicu dijele na tri jednaka polja. Obruči i krakovi alke su debeli 6,6 mm te imaju oštar rub s one strane s koje se gađa u alku. Petlja za vješanje alke nalazi se na polovici jednog od tri jednaka luka većeg kruga alke. Cilj igre je skupiti što više bodova u tri pokušaja. Za vrijeme trka alkara na konju do alke, na konju i alkaru se nalazi sva oprema i niti jedan komad opreme ne smije otpasti. Ako se to ipak dogodi, a sam alkar to ne primijeti, uz dozvolu alkarskog vojvode može (a i ne mora) dobiti ponovno pravo trkati trku. Ako alkar primijeti da mu je otpao dio opreme dužan je protrkati trkalištem bez gađanja alke, to jest sa »spuštenim kopljem«.

### Bodovanje
Vrijednost pojedinih polja je različita te gornje polje iznad malog kruga vrijedi 2 boda, dok donja polja lijevo i desno donose po 1 bod. Pogodak u mali krug donosi tri boda. Kako su polja različite vrijednosti iz lokalnog narječja proizašli su i posebni nazivi za njih. Pogodak u donja dva polja velikog kruga naziva se u jedan, pogodak u gornje polje velikog kruga naziva se u dva, dok se pogodak u mali krug naziva u sridu. No ako se i ne pogodi alka, ako je alkar kopljem dodirnuo alku, kaže se u ništa, a ako alka ostane netaknuta, kaže se promašio. Postoji i presedan za slučaj da alkar kopljem odbije alku s držača i uhvati je u letu i nabije na koplje pripisuje mu se broj pogođenih bodova plus još tri boda. Ako je alkar kopljem nabio alku na kariku držača alke smatra se da je pogodio u ništa.
U svome putopisu objavljenom 1849. godine, britanski diplomat A. A. Paton opisao je bodovanje pogodaka u jedan i u dva na obratan način – donja dva polja su vrijedila dva boda, a gornje polje jedan. Uz taj opis stoji skica alke sa horizontalnim prečkama, čime su donja dva polja upola manja nego gornje.
Svaki pogodak u sridu uz samog alkara koji je pogodio slavi i cjelokupno gledateljstvo, jer smisao samog nadmetanja nije samo pobijediti ostale takmace, već zbog same težine zadatka, pogoditi što veći broj srida uopće, što iziskuje veliku vještinu i umijeće alkara u rukovanju kopljem, upravljanju konjem i oštrom oku. Svaki pogodak u sridu slavi se oglašavanjem limene glazbe, te pucnjima iz »mačkula«, starinskog topa.
Trče se tri trke i bodovi se zbrajaju. Alkar s naviše osvojenih bodova postaje slavodobitnik. Ako nakon tri utrke dva ili više natjecatelja postignu isti broj bodova, oni međusobno nastavljaju natjecanje u dijelu koji se naziva »pripetavanje« dok jedan od njih ne postane pobjednik.
Po završetku alkarskog natjecanja vojvodin ađutant obavještava vojvodu o alkaru s najviše punata i po naredbi ga dovodi pred ložu, gdje vojvoda slavodobitnika proglašava uz postavljanje hrvatske trobojnice na koplje uz zvuke mačkula sa Staroga grada. Zlatnu alku dobiva slavodobitnik, a njegovu momku pripada srebrna, dok se njihova imena trajno upisuju u svečane spise za buduće naraštaje. Istim putem kojim su nastupali svi sudionici alkarske povorke napuštaju trkalište, prolaze preko glavnog trga pratiti najprije vojvodu do Alkarskih dvora, zatim slavodobitnika i alajčauša te se konačno razilaze.
Alka kao meta se rabila u 17. i 18. stoljeću kao vojnička vježba za konjicu koja su nosila koplja, slične igre održavaju se i u drugim krajevima Hrvatske (poznata je »Trka na prstenac«) i Europe gdje postoji konjanička tradicija.

### Alkarska odora
Alkari nose starinsku vitešku odoru koja uključuje čojanu dolamu i hlače od plave čoje bogato vezene srebrnim ukrasom, brokatni prsluk s ukrasnom dugmadi, pamučnu košulju i šareni svileni pas. Na nogama imaju jahaće čizme s mamuzama ukrašene zlatnom vrpcom, a na glavi kalpak od kunovine s čelenkom od čapljina perja. Naoružani su kopljem i sabljom.
Alkarski vojvoda nosi smeđu odoru raskošno ukrašenu zlatovezom i zlatnom dugmadi, što je razlikuje od plave alkarske.
Trubači, bubnjari i namještač alke nose jednostavniju narodnu nošnju s crvenom kapom, dok alkarski momak nosi pušku kremenjaču i crvenu kapu.

### Alkarsko oružje
Najstariji Statut iz 1833. godine detaljno propisuje vrstu i količinu oružja koje nose alkari i momci, a u muzejskoj zbirci Društva čuva se bogata kolekcija pretežito iz 18. i 19. stoljeća. Karakteristični noževi duljine 60-65 cm nazivaju se jatagani, podrijetlom iz središnje Azije s transformiranim turskim oblikom, koje alkarski momci nose u pripašnjačama uz dvije kubure i kremenjaču talijanskog uzora. Arambaša koristi trombon s ljevkastom cijevi, dok buzdovandžije u rukama drže buzdovane s brončanim glavama ili topuze s okruglim glavama prekrivenim šiljcima. Štitonoša nosi originalni perzijski štit s kraja 17. stoljeća, prema predaji zaplijenjen od turskog paše tijekom opsade, izrađen od smokvinog pruća i presvučen crvenim baršunom s mjedenim ukrasima. Alkari opasuju isukane sablje istočnjačkog porijekla s držakom stiliziranim u oblik ptičje glave i jednobridnim zakrivljenim sječivom zaoštrenim s vanjske strane.

### Alkarski konji
Alkarski konji moraju biti brzi, stabilni i blagog temperamenta, sposobni pretrčati stazu od 160 metara u maksimalno 13 sekundi te podnijeti buku i gužvu na trkalištu širokom samo 5 metara. Idealan alkarski konj treba biti visok oko 155 cm - dovoljno snažan da nosi alkara s opremom (ukupno oko 120 kg), ali ne previsok za tradicionalnu odoru iz 17. i 18. stoljeća. Jedan konj može trčati alku 10-15 godina, a potrebno je 30-tak konja za kompletnu pripremu alke. Kroz više od 300 konja različitih pasmina koji su sudjelovali u Alki u posljednjih 40 godina, pokazalo se da pasmina nije presudna, već sposobnost konja da zadovolji alkarske kriterije iz Statuta iz 1833. godine.

## Trčanje alke
Po alkarskom Statutu i po starim običajima, ovako se odvija današnje trčanje alke. Alkarska se povorka sastoji od vojvode, čete alkara, čete momaka i pratnje. Alkarsku četu tvore alkari natjecatelji sa zapovjednikom (alajčaušem). Četu momaka tvore alkarski momci, na čelu s arambašom. Pratnja se sastoji od alkara koji ne sudjeluju u natjecanju, i to barjaktara, njegova dva do šest pratilaca i vojvodina ađutanta (pobočnika); momaka, i to dva momka koji vode edeka, jednog momka štitonoše, dva momka buzdovandžije, tri bubnjara (talambasača), tri trubača. Svi alkari jašu na konjima, a momci i ostali dio pratnje idu pješice. Namještač alke, pomoćnik namještačev, trubač i pucač mačkula sastavni su dio alke, ali ne sudjeluju u povorci. Bubnjari, trubači, namještač alke i njegov pomoćnik odjeveni su u jednostavniju narodnu nošnju. Članovi Časnoga suda nose svečana crna građanska odijela s plavom vrpcom na prsima.
Na dan alke, rano ujutro, s Grada (tvrđave) oglašuju se mačkule, a zatim glazba svira budnicu prolazeći glavnim ulicama Sinja, naročito koračnicu „Sinjski alkari”. Nakon budnice, na Gradu se okupljaju alkari, momci i narod. Tu se obnavljaju sjećanja na junačku i slavnu pobjedu Cetinjana nad turskim zavojevačima i na borbe za slobodu Cetinske krajine. Prije podne vojvodin ađutant (pobočnik), u ime vojvodino, sa svojim momkom u kočiji obilaze i pozivaju na alku predstavnike političkih, vojnih i crkvenih vlasti. Dva sata prije početka alke tri trubača i tri bubnjara s Kamička pozivaju alkare i momke da se okupe kod alajčauša u svečanoj odori i naoružani. Nakon okupljanja alajčauš vrši pregled alkara, a arambaša momaka, te svi alkari i momci, uza zvuke trube i bubnjeva, idu vojvodi u Alkarske dvore, gdje su već okupljeni barjaktar, pobočnik vojvodin i pratioci barjaktarevi, konj Edek, kojega se prigodom svakog izvođenja alke vodi u povorci, a simbolizira zarobljenoga konja turskoga vojskovođe koji je predvodio glavni napad na Sinj, njegovi vodiči, štitonoša i buzdovandžije.
Prije same alke, održavaju se dvije generalne probe: bara i čoja. Na njima se natjecanje provodi po pravilima alke, no sudionici ne nose svečanu odoru.
- Bara se održava dva dana prije alke. Dobitnik bare dobiva brončanu alku, a u povorci kroz Sinj nosi na koplju dva metra zelenog sukna.
- Čoja se održava jedan dan uoči natjecanja. Dobitnik čoje dobiva srebrnu alku i u povorci kroz Sinj nosi 311 cm crvene čoje (čohe) na koplju.

### Alkarsko trkalište
Na staroj cesti Sinj - Split smješteno je alkarsko trkalište, jedino mjesto  gdje se održava Sinjska alka, prostirući se od Velikog mosta preko Gorućice do stare funtane Petrovac.Lokacija trkališta određena je još prilikom osnutka Alke i od tada se nije mijenjala, čuvajući tako autentičnost viteške tradicije. Trkalište ukupno ima dužinu od oko 300 metara na dijelu gdje se odvija alkarska trka, dok mu je širina najmanje 5 metara. Čvrste ograde visine oko jednog metra ograničavaju trkalište s obje strane, štiteći alkare i konje tijekom natjecanja. Iza ograda postavljene su tribine poznate pod nazivom „palke” gdje sjede gledatelji koji prate viteška nadmetanja.

## Kulturno značenje
Iznimnu kulturnu vrijednost potvrđuje činjenica da je zbirka odore, opreme i oružja Viteškoga alkarskog društva 1979. godine proglašena spomenikom kulture najviše kategorije. Sinjska alka kao kulturno dobro upisana je 2007. godine u Registar kulturnih dobara Republike Hrvatske, a 16. studenoga 2010. godine postala je dio UNESCO-ve Reprezentativne liste nematerijalne baštine čovječanstva, što je potvrdilo njezin globalni značaj za očuvanje tradicionalnih vrijednosti. UNESCO ju je prepoznao kao spoj viteškog natjecanja, povijesnog sjećanja i kulturnog identiteta. Značaj UNESCO-ove zaštite su: povećavanje međunarodne vidljivosti Sinjske alke i Sinja, potpore za očuvanje, edukaciju i promociju tradicije te poticanje kulturnoga turizma.

### Sinjska alka u umjetnosti i medijima
Dinko Šimunović je motiv Sinjske alke obradio u svojoj pripovijetki „Alkar” (prvi put objavljena 1908.). To je najpoznatije književno djelo u kojem je Sinjska alka izravno tematizirana. Središnji lik je mladić koji sanja o tome da postane alkar. Joško Marušić snimio je dugometražni animirani film „Duga” 2010. godine prema dvjema pripovijetkama Dinka Šimunovića „Duga” i „Alkar”.
Prvi pisani spomen Sinjske alke je u pjesmi Julija Bajamontija iz godine 1784., a među prvima i pjesma „La giostra di Sign nel giorno natalizio di S. M. imperatore e re Francesco I.” što ju je napisao Kaštelanin Leonardo Dudan 1820. godine.  U književnom časopisu „Zora dalmatinska” nalaze se dva rada na temu Sinjske alke iz 1846. Šimun Malbaša objavio je knjigu na 32 stranice „Sinjska alka : pjesma o igri alke i junaštvu sinjskih vitezova” 1932. godine.
Fra Andrija Kačić Miošić u djelu „Razgovor ugodni naroda slovinskoga (Pismarica)” izdanom 1756. godine ne spominje Alku, ali u nekoliko pjesama spominje borbu Sinjana protiv Turaka.
Više autora i izdavača objavilo je monografije i knjige posvećene povijesti i običajima Alke, primjerice knjige: „Sinjska alka: informativni vodič po Cetinskoj krajini” Šime Jurića 1965., „Hrvatski duh alke” Petra Vučića 1998., Boris Ljubičić: (foto)monografija „Alka” 2001., Ivan Kozlica: „Alka u politici politika u Alki : sinjska alka i ratovi dvadesetog stoljeća” (2014.), „Leksikon Sinjske alke” kojeg su objavili Matica hrvatska i Viteško alkarsko društvo Sinj 2015. godine, Stjepan Bekavac: „Sinjska alka 1715. – 2015.” i dr.
Sinjanin Josip Kuletin autor je alkarske koračnice „Sinjski alkari” koja je od 1934. godine neizostavan dio svake Sinjske alke.
Snimljeno je više dokumentarnih filmova o Sinjskoj alki kao što su: „Stare viteške igre” 1921., „Slavlje slobode” 1942., „Snaga i mladost” redatelja Milana Katića 1946., „Mladi alkari” Tinka Globočnika 1965., „Sinjska alka - tradicija i politika” Vjekoslava Šandrića 2006. i „Alka” Dražena Žarkovića 2015.
Prvi televizijski prijenos Alke bio je 1956. godine te se prikazuje do danas. 
Kipar Stipe Sikirica autor je Spomenika alkaru u Sinju koje je nastalo kao kulminacija njegovog „Alkarskog ciklusa”. Skulptura je postavljena 1965. godine na početnom dijelu Alkarskog trkališta, poznatom kao Biljeg - mjestu odakle započinje konjski trk na Sinjskoj alki.

### Slične manifestacije u Hrvatskoj
Dubrovačka alka bila je hrvatska alkarska igra starija od Sinjske alke, ali se danas više ne održava. Prvi put se spominje 1383. godine, a igrala se sve do 1667. kada ju je prekinuo veliki potres. Održavala se dvaput godišnje – na Festu svetog Vlaha i blagdan Prijenosa lijeve ruke sv. Vlaha. Cilj igre bio je kopljem podići srebrni prsten. Održana je više od 280 puta.
Trka na prstenac viteška je igra koja se održava pretposljednjeg vikenda u kolovozu u Barbanu, koja je postala zaštitnim znakom tog mjesta, te jedna od najpoznatijih ljetnih priredbi u Istri.
U Prelogu (Labuđa alka), Murskom Središću (Murska alka) i Donjem Vidovcu (Vidovska zlatarska alka) održavaju se kao „alke na vodi”. U Vodicama se održava „alka na biciklima”. Od 2020. Ski klub Sinj organizira Ski-alku, odnosno skijašku alku. U Špišić Bukovici i Bjelovaru održavaju se moto alke na motorima. U Selcima Đakovačkim od 2011. trči se slavonska verzija pod nazivom „Šokačka alka”.

## Slavodobitnici Sinjske alke
Slavodobitnici Sinjske alke: Najuspješniji je Nikola Cerinić s dvanaest pobjeda.
- 1818. – Frano Tripalo
- 1819. – Ivan Milošević
- 1820. – Jakov Jelinčić
- 1821. – Ivan Milošević
- 1826. – Mate Filipović
- 1828. – Ivan Milošević
- 1830. – Ivan Milošević
- 1832. – Grgo Lovrić, Mijin
- 1834. – Frano Tripalo
- 1835. – Jakov Jelinčić
- 1836. – Mate Lovrić
- 1838. – Ivan Lovrić, Jurin
- 1838. – Ivan Tripalo
- 1839. – Ante Bareza
- 1840. – Ivan Tripalo
- 1842. – Nikola Tripalo
- 1842. – Ivan Tripalo
- 1842. – Ante Bareza
- 1843. – Ivan Lovrić, Jurin
- 1844. – Ivan Tripalo
- 1846. – Toma Vuletić
- 1847. – Stipan Midenjak
- 1848. – Ivan Midenjak
- 1850. – Toma Vuletić
- 1853. – GrgoVuletić
- 1854. – Bože Tripalo
- 1855. – Stipan Čabrić
- 1856. – Ante Bareza
- 1857. – Bože Tripalo
- 1858. – Mate Bonić
- 1859. – Petar Bonić
- 1860. – Grgo Lovrić, Matin
- 1861. – Stipe Grabovac
- 1862. – Stipe Grabovac
- 1863. – Petra Bonić
- 1864. – Ante Bareza
- 1865. – Stipe Grabovac
- 1866. – Petar Vuletić
- 1867. – Stipe Parlov Jale
- 1868. – Petar Vuletić
- 1869. – Špiro Trek
- 1870. – Stipe Parlov Jale
- 1871. – Frano Tripalo
- 1872. – Petar Bareza
- 1873. – Nikola Cerinić
- 1874. – Nikola Cerinić
- 1875. – Mate Bonić
- 1875. – Stipe Parlov Jale
- 1876. – Frano Tripalo
- 1877. – Stipe Parlov Jale
- 1878. – Nikola Cerinić
- 1879. – Stipe Parlov Jale
- 1880. – Nikola Cerinić
- 1881. – Ivan Grabovac
- 1882. – Ante Lovrić
- 1883. – Nikola Cerinić
- 1884. – Mate Cvrlje
- 1885. – Mate Cvrlje
- 1886. – Ivan Grabovac
- 1887. – Ivan Perković
- 1887. – Nikola Cerinić
- 1888. – Ante Tomašević
- 1889. – Ante Grabovac
- 1891. – Nikola Cerinić
- 1892. – Nikola Cerinić
- 1893. – Jure Milošević
- 1894. – Petar Milun
- 1895. – Nikola Cerinić
- 1896. – Stipe Žanko
- 1897. – Nikola Cerinić
- 1898. – Nikola Cerinić
- 1899. – Nikola Cerinić
- 1900. – Nikola Jelinčić
- 1901. – Josip Ćatipović
- 1902. – Stipe Grabovac
- 1903. – Petar Milun
- 1904. – Nikola Jelinčić
- 1905. – Petar Panza
- 1906. – Stipe Milun
- 1907. – Stipe Grabovac, Ivanov
- 1907. – Ante Grabovac
- 1908. – Stipe Grabovac, Ivanov
- 1908. – Ante Grabovac
- 1911. – Nikola Jelinčić
- 1912. – Mate Lovrić
- 1913. – Ivan Marić
- 1914. – Jozo Boko
- 1915. – Josip Šuić Bepin
- 1916. – Nikola Šuić
- 1917. – Nikola Jelinčić
- 1918. – Frano Grabovac
- 1918. – Nikola Jelinčić
- 1919. – Frano Grabovac, Jozin
- 1920. – Jozo Boko
- 1921. – Zvonko Videka
- 1922. – Jozo Tomašević (Beograd)
- 1922. – Frano Grabovac, Jozin
- 1923. – Jozo Boko
- 1924. – Jozo Boko
- 1925. – Nikola Šuić
- 1926. – Nikola Jelinčić
- 1927. – Marko Marić
- 1928. – Zvonko Videka
- 1929. – Jozo Malbaša
- 1930. – Jozo Boko
- 1931. – Stjepo Tripalo
- 1932. – Nikola Jelinčić
- 1933. – Jerko Lovrić
- 1934. – Ante Bareza Anćona
- 1935. – Nikola Jelinčić
- 1936. – Jozo Malbaša
- 1937. – Zvonko Videka
- 1938. – Frano Žanko
- 1939. – Stjepo Tripalo
- 1940. – Ante Bareza Anćona
- 1944. – Jozo Tomašević
- 1945. – Bruno Vuletić
- 1946. – Predrag Grabovac
- 1946. – Bruno Vuletić (Zagreb)
- 1947. – Vaso Đapić
- 1948. – Dušan Romac
- 1949. – Vlado Pezelj
- 1950. – Dušan Romac
- 1951. – Ante Bulj Tonko
- 1952. – Marko Čabo
- 1953. – Mate Maleš Gazda
- 1954. – Marinko Delić Zuta
- 1955. – Josip Smoljanović
- 1956. – Ivan Pandža
- 1957. – Dujo Grčić
- 1958. – Mate Maleš Gazda
- 1959. – Bože Panza
- 1960. – Ante Milun
- 1961. – Janko Kelava
- 1962. – Nikola Talaja
- 1963. – Dušan Jerkan
- 1964. – Josip Milošević
- 1965. – Ante Milun
- 1966. – Šimun Masnić
- 1967. – Ante Milun
- 1968. – Mirko Đapić
- 1969. – Janko Kelava
- 1970. – Janko Kelava
- 1971. – Zvonko Videka
- 1972. – Janko Kelava
- 1973. – Nikola Talaja
- 1974. – Anđelko Vučković
- 1975. – Janko Kelava
- 1976. – Frano Bareza Šore
- 1977. – Stipe Breko
- 1978. – Joško Marić Joja
- 1979. – Dušan Dinarina Duša
- 1980. – Stipe Breko
- 1981. – Frano Bareza Šore
- 1982. – Stipe Breko
- 1983. – Stjepan Batarelo
- 1984. – Mladen Filipović-Grčić
- 1985. – Milan Borković
- 1986. – Anđelko Vučković
- 1987. – Anđelko Vučković
- 1988. – Stipe Breko
- 1989. – Ivan Zorica
- 1990. – Joško Marić Joja
- 1991. – Anđelko Vučković
- 1992. – Ognjen Preost
- 1993. – Stipe Šimundža
- 1994. – Stipe Šimundža
- 1995. – Ognjen Preost
- 1996. – Anđelko Vučković
- 1997. – Ognjen Preost
- 1998. – Ognjen Preost
- 1999. – Ognjen Preost
- 2000. – Joško Marić Joja
- 2001. – Ivica Perić
- 2002. – Denis Gugić
- 2003. – Mario Šušnjara
- 2004. – Nenad Bikić
- 2005. – Mladen Vučković
- 2006. – Ante Poljak
- 2007. – Tino Radanović
- 2008. – Andrija Hrgović
- 2009. – Ante Zorica
- 2010. – Mario Šušnjara
- 2011. – Ante Zorica
- 2012. – Alen Filipović-Grčić
- 2013. – Ante Zorica
- 2014. – Denis Gugić
- 2015. – Frano Ivković
- 2016. – Tino Radanović
- 2017. – Alen Poljak
- 2017. – Ante Zorica (Vukovar)
- 2018. – Josip Čačija
- 2019. – Frano Ivković
- 2020. – Ivo Zorica
- 2021. – Mihovil Župa
- 2022. – Frano Ivković
- 2023. – Ivo Zorica
- 2024. – Jure Domazet Lošo
- 2025. – Frano Talaja

## Alkarski vojvode kroz povijest
- Vicko Buljan, 1832., 1834 – 1840., 1842.
- Petar Tripalo, 1871., 1873., 1885., 1887.
- Ivan Vuletić, 1872., 1874. – 1884., 1886., 1892. – 1894.
- Bože Korlaet, 1888. – 1891., 1895. – 1898.
- Toma Stuparić, 1899. – 1902.
- Krunoslav Tripalo, 1903. – 1907.
- Vicko Grabovac, 1908. – 1925., 1929. – 1936.
- Jerko Tripalo, v.d., 1926. – 1927.
- Marko Buljan, v.d.,1928., vojvoda 1937. – 1940.
- Mirko Bilobrk, 1944.
- Petar Bogdan, 1945. – 1956., v.d. 1980.
- Vice Buljan, 1957. – 1963.
- Bruno Vuletić, 1964. – 1979., 1981. – 1985.
- Aleksandar Sablić, 1986. – 1989.
- Nikola Tomašević, 1990. – 1993.
- Mirko Norac-Kevo, 1994. – 2005.
- Ante Kotromanović, v.d., 2001. – 2002.
- Ivan Čikara, v.d., 2003. – 2005., vojvoda 2006. – 2009.
- Ante Vučić, 2010. – 2017.
- Boško Ramljak, 2017. – 2021.
- Mario Šušnjara, 2022. –

## Poveznice
- Hrvatska kulturna baština
- Nematerijalna kulturna baština
- Nematerijalna svjetska baština

## Vanjske poveznice
|  | Zajednički poslužitelj ima još gradiva o temi Alka |